# Văn Ương
Văn Ương (giản thể: 文鸯; phồn thể: 文鴦, 238 – 291), tên là Văn Thục (文俶  hay 文淑 ), tự Thứ Khiên, tên lúc nhỏ là Ương , người huyện Tiếu, nước Bái , tướng lĩnh cuối Tam Quốc, đầu Tây Tấn.
Văn Ương xuất hiện trong Tam quốc diễn nghĩa từ hồi 110, hình tượng của ông được mô tả gần sát với sử sách. Tác giả La Quán Trung làm thơ ví Văn Ương với Triệu Vân trong Trận Trường Bản.

## Chống họ Tư Mã
Văn Ương là con thứ (không rõ bao nhiêu) của Dương Châu thứ sử, Tiền tướng quân Văn Khâm nước Ngụy, cùng cha giữ Dương Châu chống lại quân Ngô. Khâm kiêu dũng thiện chiến, lại là đồng hương của họ Tào, rất được Đại tướng quân Tào Sảng yêu mến. Khâm cậy quyền thế của Sảng, có nhiều hành vi xấc láo. Năm 249, Tư Mã Ý lật đổ Tào Sảng, những cận thần của hoàng tộc như Văn Khâm cùng Vô Khâu Kiệm, Hạ Hầu Huyền,... mất đi chỗ dựa. Mặt khác, Văn Khâm còn nhiều lần nói dối thực tế chiến trường, bị Tư Mã Sư từ chối phong thưởng nên đâm ra bất mãn.
Năm 254, Tư Mã Sư phế Ngụy đế Tào Phương. Tháng giêng năm 255, Trấn Đông đại tướng quân Vô Khâu Kiệm cùng Văn Khâm khởi binh thảo phạt Tư Mã Sư. Vô Khâu Kiệm lệnh cho Văn Khâm tập kích Đặng Ngải ở Nhạc Gia . Không ngờ Tư Mã Sư đã ngầm đem quân từ Nhữ Dương đến Nhạc Gia, Văn Khâm thấy đại quân thì hoảng sợ, nhưng Văn Ương mới 18 tuổi, dũng quán ba quân, lại khuyên cha nhân lúc quân Ngụy chưa đứng vững mà tấn công. Khâm cùng Ương nhân đêm tối, chia 2 đường tập kích Tư Mã Sư.
Văn Ương đến trước trại, nổi trống ầm ĩ, gọi tên Tư Mã Sư, khiến quân Ngụy chấn động. Tư Mã Sư khi đó đang mắc bệnh, mới cắt bướu trên mắt, nay kinh sợ đến nỗi vết thương vỡ ra, nhưng phải ôm đầu mà chịu, vì sợ lòng quân rối loạn. Văn Ương đợi đến khi trời sáng, không thấy Khâm đến, đành rút lui.
Lúc này Văn Khâm muốn lui quân về Thọ Xuân . Văn Ương đưa hơn 10 kỵ binh xông vào quân Ngụy, đánh giết 1 hồi mới bỏ đi. Truy binh của Tư Mã Sư đuổi đến, Ương đơn thương độc mã đón đánh, sát thương hơn trăm người, tiến lui 5, 6 lần, quân Ngụy không dám đến gần nữa .

## Giúp Gia Cát Đản
Sau khi Vô Khâu Kiệm thất bại, Văn Ương theo cha đầu hàng Đông Ngô. Tháng 5 năm 257, Gia Cát Đản liên kết Đông Ngô chống lại họ Tư Mã, nước Ngô lệnh cho cha con Văn Khâm cùng Toàn Đoan, Đường Tư đem quân vào Thọ Xuân giúp Đản.
Tháng giêng năm 258, tình thế trở nên bất lợi, Gia Cát Đản nghi kỵ rồi giết chết Văn Khâm. Văn Ương cùng em trai Văn Hổ nghe tin, muốn tấn công Gia Cát Đản, nhưng bộ hạ đều không theo. Hai anh em trèo tường ra ngoài, đầu hàng Tư Mã Chiêu.
Tư Mã Chiêu bỏ qua thù xưa, cho hai người làm tướng quân, ban tước Quan nội hầu, sai hai người dẫn mấy trăm kỵ binh, đi gọi hàng người trong thành Thọ Xuân.
Sau khi thành phá, Tư Mã Chiêu cho phép anh em Văn Ương chôn cất cha, còn cấp cho họ bò, xe.

## Phục vụ nhà Tấn
Tháng 3 năm 277, Văn Ương được thăng làm Bình Lỗ hộ quân, Đô đốc quân đội 3 châu Lương, Tần, Ung đánh phá thủ lĩnh Tiên Ti là Thốc Phát Thụ Cơ Năng, thu hàng 20 vạn người Hồ.
Trong những năm niên hiệu Thái Khang (280 – 289), Ương được nhiệm mệnh làm Đông Di hiệu úy, Giả tiết. Vào lúc cáo từ lên đường, Tấn Vũ đế gặp Ương, nhớ lại việc của Tư Mã Sư năm xưa, không vui, mượn cớ dùng vào việc khác để bãi miễn quan chức.
Tháng 3 năm 291, thời Huệ đế, cháu ngoại của Gia Cát Đản là Đông An vương Tư Mã Diêu vu cáo Ương cùng ngoại thích Dương Tuấn mưu phản. Văn Ương, Văn Hổ bị tru di tam tộc.